# NGC 835
NGC 835 (другие обозначения — MCG -2-6-31, IRAS02069-1022, MK 1021, HCG 16A, ARP 318, KUG 0206-103, PGC 8228) — галактика в созвездии Кит.
Этот объект входит в число перечисленных в оригинальной редакции «Нового общего каталога».
NGC 835, также как и NGC 833, имеет скрытое активное ядро.
В галактике наблюдается повышенное ультрафиолетовое излучение, и потому её относят к галактикам Маркаряна.
Галактика NGC 835 входит в состав группы галактик NGC 835. Помимо NGC 835 в группу также входят NGC 833, NGC 838, NGC 839, NGC 848, NGC 873 и MGC -2-6-19.